# Govan Mbeki (Mpumalanga)
Govan Mbeki es un municipio local sudafricano situado en el distrito de Gert Sibande, en la provincia de Mpumalanga.

## Superficie
Govan Mbeki tiene una superficie de 2955 km².

## Demografía
En 2022, tenía 310 117 habitantes, una densidad poblacional de 105 hab./km², y 103 864 viviendas.